# Letenye
Letenye is een plaats (város) en gemeente in het Hongaarse comitaat Zala. Letenye telt 4312 inwoners (2007).

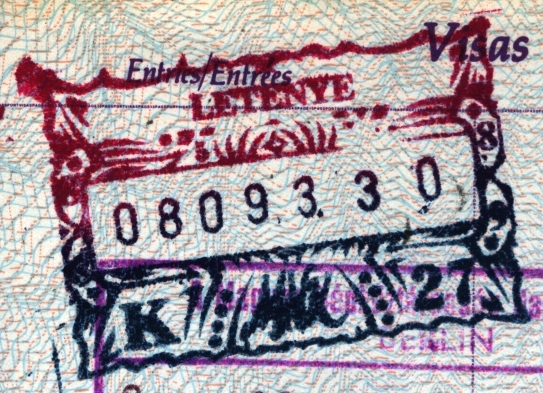
Paspoort stempel.
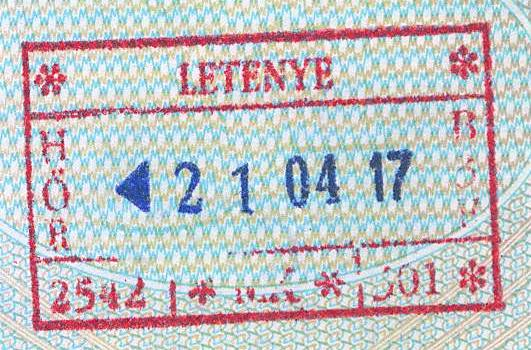
Paspoort stempel.